# Fulda (řeka)
Fulda je řeka v Německu (Hesensko, Dolní Sasko). Je 220,7 km dlouhá. Povodí má rozlohu 6 947 km².

## Průběh toku
Pramení v horském masívu Rhön. Po soutoku s Werrou vytváří Vezeru.

### Přítoky
- zprava – Haune, Nieste, Losse
- zleva – Lüder, Schlitz, Eder

## Vodní režim
Průměrný průtok vody činí přibližně 60 m³/s. Vyšších vodních stavů dosahuje v zimě.

## Využití
Vodní doprava je možná v délce 109 km. Na řece leží města Fulda, Kassel, Bad Hersfeld, Gersfeld, Schlitz, Rotenburg an der Fulda a při ústí Hann. Münden.